# Fiat 1100 (1937)
O Fiat 1100 é um automóvel produzido de 1937 a 1953 pela fabricante italiana Fiat. Foi introduzido em 1937 como Fiat 508 C ou Balilla 1100, como um substituto para o Fiat 508 Balilla. Sob a nova carroceria, o 508 C tinha mecânica mais moderna e refinada em comparação ao 508, incluindo suspensão dianteira independente e um motor de válvulas no cabeçote ampliado. Em 1939, foi atualizado e renomeado simplesmente Fiat 1100. O 1100 foi produzido em três séries consecutivas — 1100, 1100 B e 1100 E — até 1953, quando foi substituído pelo totalmente novo Fiat 1100/103 monobloco.

## História

### Fiat 508 C
O Fiat 508 C foi introduzido pela primeira vez em 1937. Ele era equipado com um motor de quatro cilindros e válvulas no cabeçote de 1.089 cc em vez da unidade de 1 litro do Balilla anterior. A potência aumentou em um terço, para 32 PS (24 kW) a 4.000 rpm. A tração era nas rodas traseiras por meio de uma caixa de câmbio de 4 velocidades e, para o período, seu conforto, manuseio e desempenho eram prodigiosos, tornando-o "o único carro do povo que também era um carro do motorista". Incomum para um carro de preço modesto da época era a suspensão dianteira independente, enquanto a traseira tinha um eixo rígido com mola de lâmina. De acordo com o fabricante, a velocidade máxima era de 110 km/h.

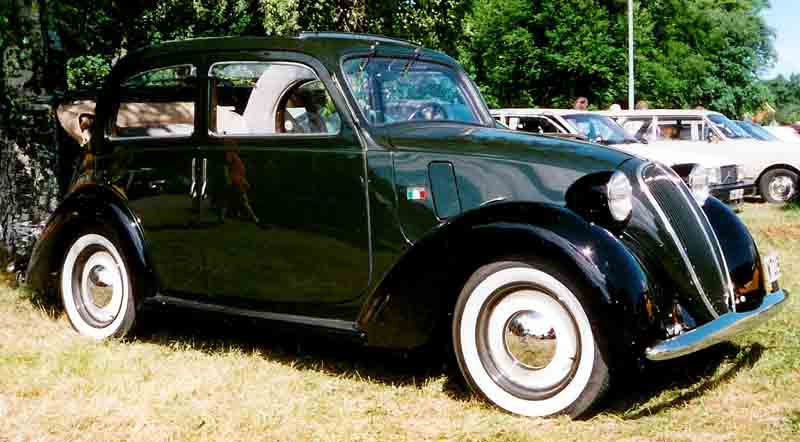
Um sedã conversível 508 C

O estilo exterior lembrava o Fiat 1500 de 1935 e o Fiat 500 "Topolino" de 1936, com a típica grade frontal em formato de coração de meados dos anos 1930. O estilo principal da carroceria do Fiat 508 C era um sedã sem pilares de 4 portas com 4 janelas laterais (duas janelas de cada lado sem a janela de canto traseira) e portas laterais traseiras suicidas. Outros estilos de carroceria listados pela Fiat eram um sedã conversível de 4 portas (sedã com teto dobrável, baseado no modelo padrão de 4 portas), um torpedo de 4 portas, um conversível de 2 portas e 4 lugares e, por um breve período, um esportivo spider de 2 portas e 2 lugares construído pela Carrozzeria Viotti.
Em 1938, a Fiat colocou à venda uma variante de seis passageiros com longa distância entre eixos, chamada 508 L. Além da distância entre eixos estendida de 280 mm (a 2.700 mm), outras diferenças do 508 C eram rodas e pneus mais largos (pneus 5,50–15 em vez de 5,00–15) e uma relação de transmissão final mais curta, que reduzia a velocidade máxima para 95 km/h. O 508 L foi vendido como um sedã de 4 portas e 6 janelas, sem pilares e com portas traseiras articuladas na traseira como o 508 C, capaz de transportar seis passageiros graças a dois assentos dobráveis. Além disso, havia uma versão de táxi (Tassì) de 4 portas e 6 janelas, que diferia por possuir um pilar B — ao qual todas as quatro portas eram articuladas — e uma divisória entre os compartimentos do motorista e do passageiro. De fato, a maioria dos sedãs 508 L eram usados como táxis ou carros de aluguel. O 508 L alongado também serviu de base para dois veículos comerciais leves, um furgão (nome italiano 508 L Furgoncino) e um caminhão de plataforma (508 L Camioncino).
Novamente em 1938, um modelo esportivo foi introduzido, o 508 C Mille Miglia de 42 PS (31 kW).

### Fiat 1100
Em 1939, o carro passou por uma reestilização da parte frontal e se tornou o Fiat 1100, frequentemente (inadequadamente) chamado de 1100 A para distingui-lo das variantes posteriores. O carro ganhou uma grade mais alta e pontuda — o que lhe rendeu o apelido popular de 1100 musone, ou seja, "focinho grande" — com barras cromadas horizontais, as três superiores se estendendo para trás sobre venezianas em forma de janela em cada lado do capô do motor redesenhado. Havia seis estilos de carroceria disponíveis, todos herdados do modelo anterior: sedã, sedã conversível, cabriolet, berlineta esportiva, sedã de longa distância entre eixos e táxi. Nenhuma mudança significativa foi feita na mecânica do carro.
Um modelo de furgão também foi construído, começando em 1941. Chamado de 1100 F para furgoncino, foi desenvolvido junto com a Viotti. Após a guerra, ele se tornou o 1100 ALR, seguido pelo BLR e ELR, de acordo com o desenvolvimento do sedã.

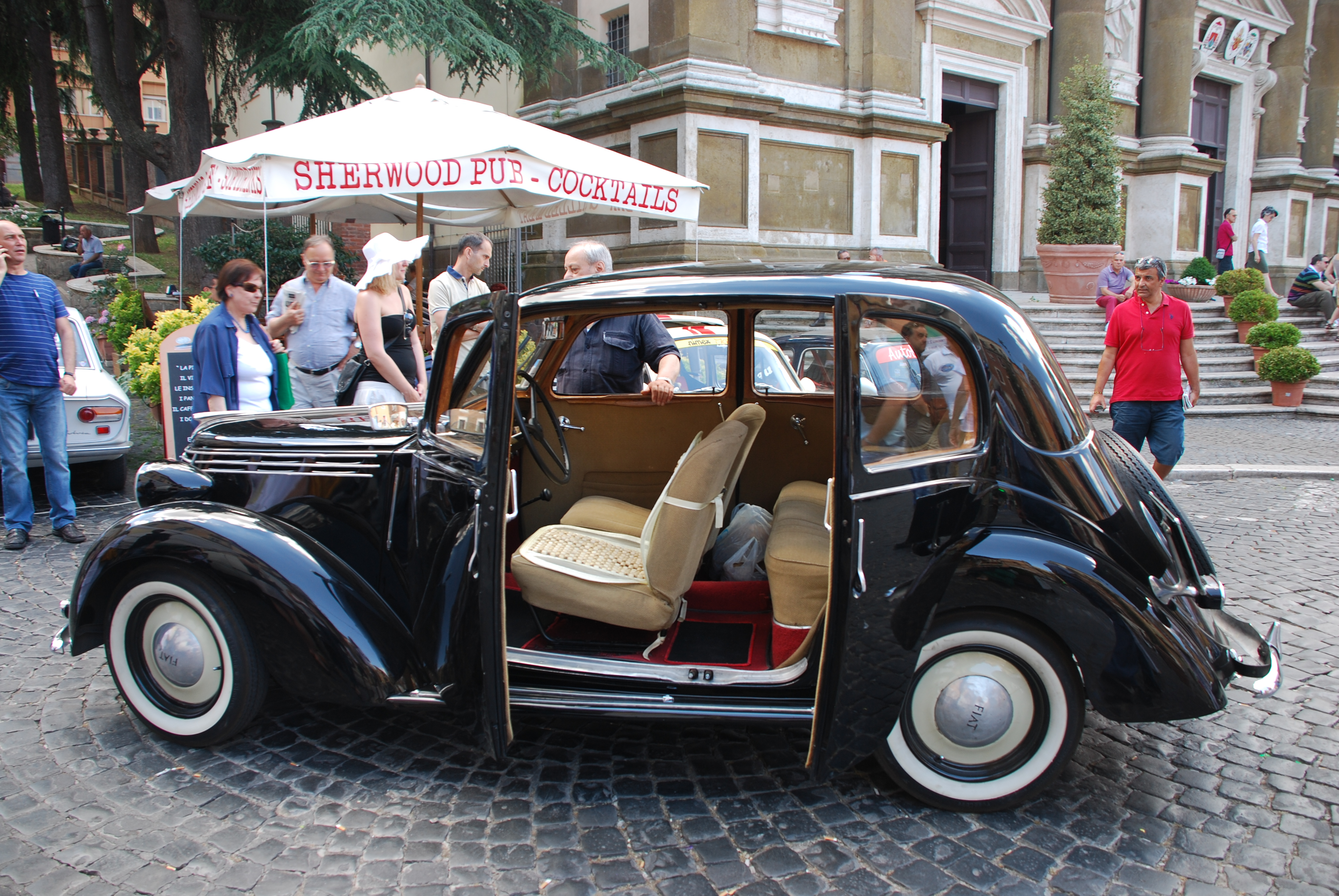
Fiat 1100 Berlina; a carroceria não tem pilares e tem portas traseiras suicidas
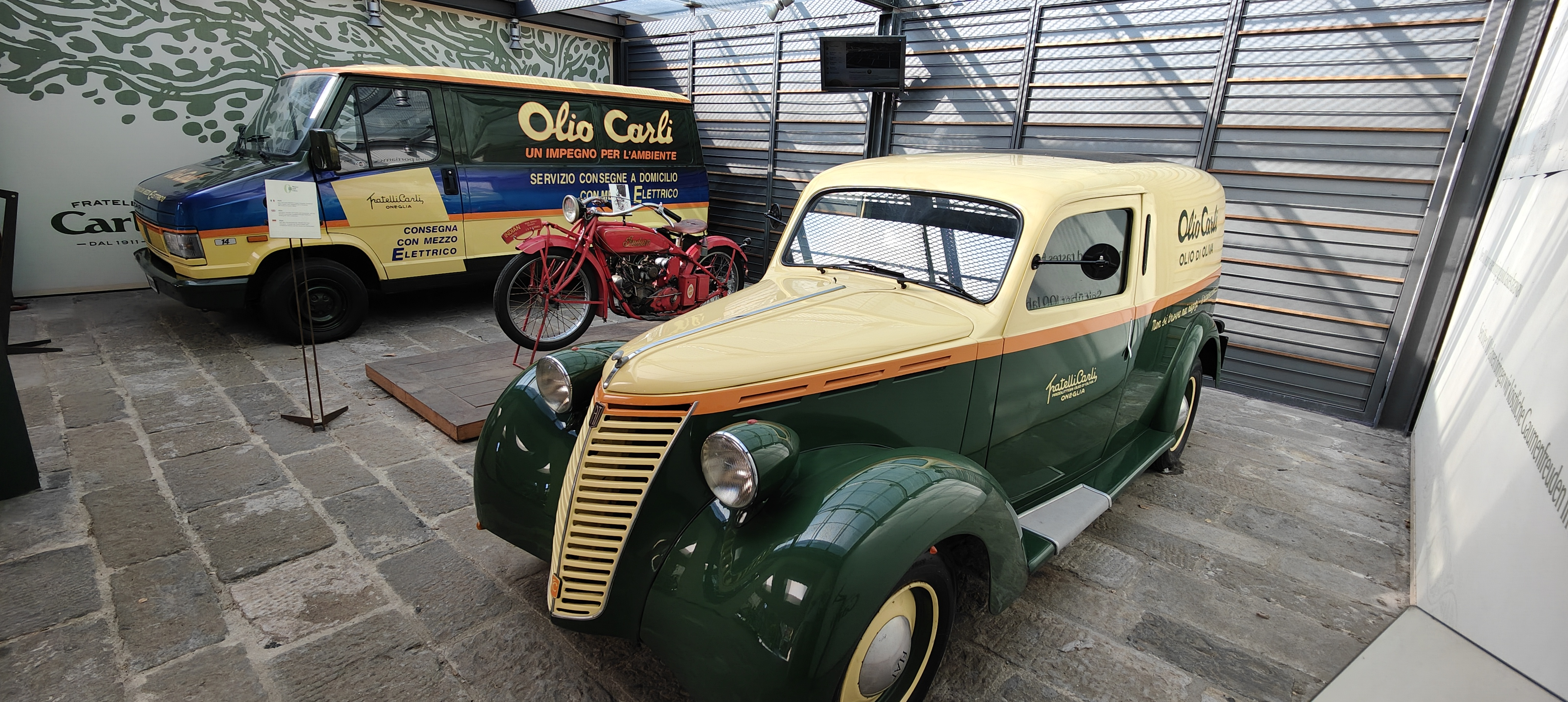
Fiat 1100 furgão 1946

### Fiat 1100 B

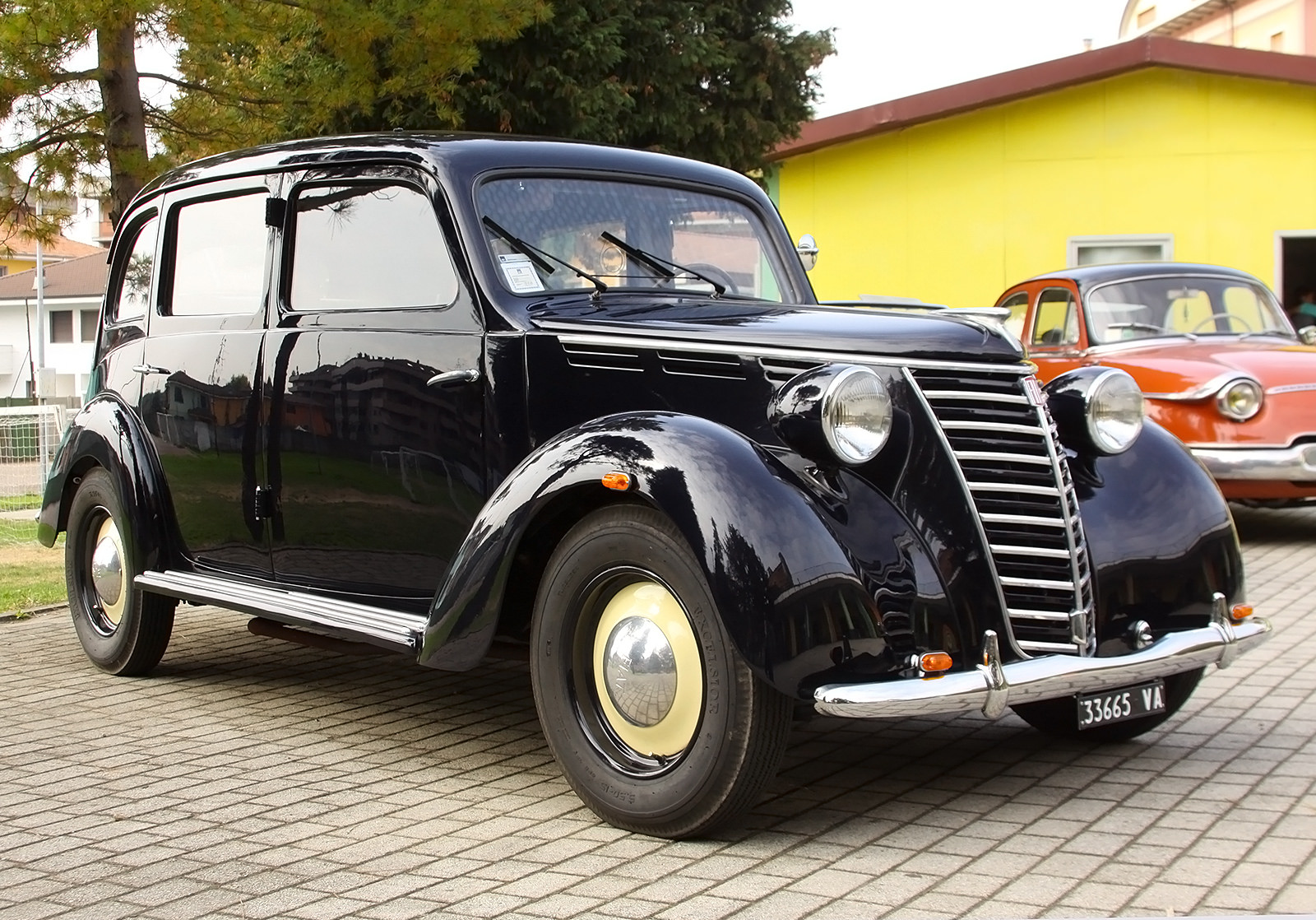
Fiat 1100 BL Tassì 1948 (distância entre eixos longa)

Após a Segunda Guerra Mundial, a produção continuou praticamente inalterada até setembro de 1948, quando o 1100 recebeu algumas atualizações mecânicas e internas. Este modelo foi renomeado para 1100 B. O motor revisado do tipo 1100 B produzia 35 PS (26 kW) a 4.400 rpm graças aos coletores de admissão e escape aprimorados e um carburador de afogador maior de 32 mm de diâmetro. O BL continuou a usar a versão de 30 PS (22 kW) do motor. Dentro da cabine, havia um volante de dois raios em vez do anterior de três raios, nova instrumentação e novo acabamento. O 1100 B estava disponível como sedã, sedã de longa distância entre eixos e táxi. No total, 25.000 foram feitos entre 1948 e 1949.
O 1100 B durou apenas cerca de um ano.

### Fiat 1100 E
No final do verão de 1949, o carro foi reintroduzido com um porta-malas externo curvilíneo, um câmbio de coluna e um novo nome: 1100 E. Um modelo EL com maior distância entre eixos também estava disponível, embora apenas para uso em táxis após 1950. Esse visual um pouco mais moderno durou até abril de 1953, quando foi substituído pelo novíssimo Fiat 1100/103 com design ponton.

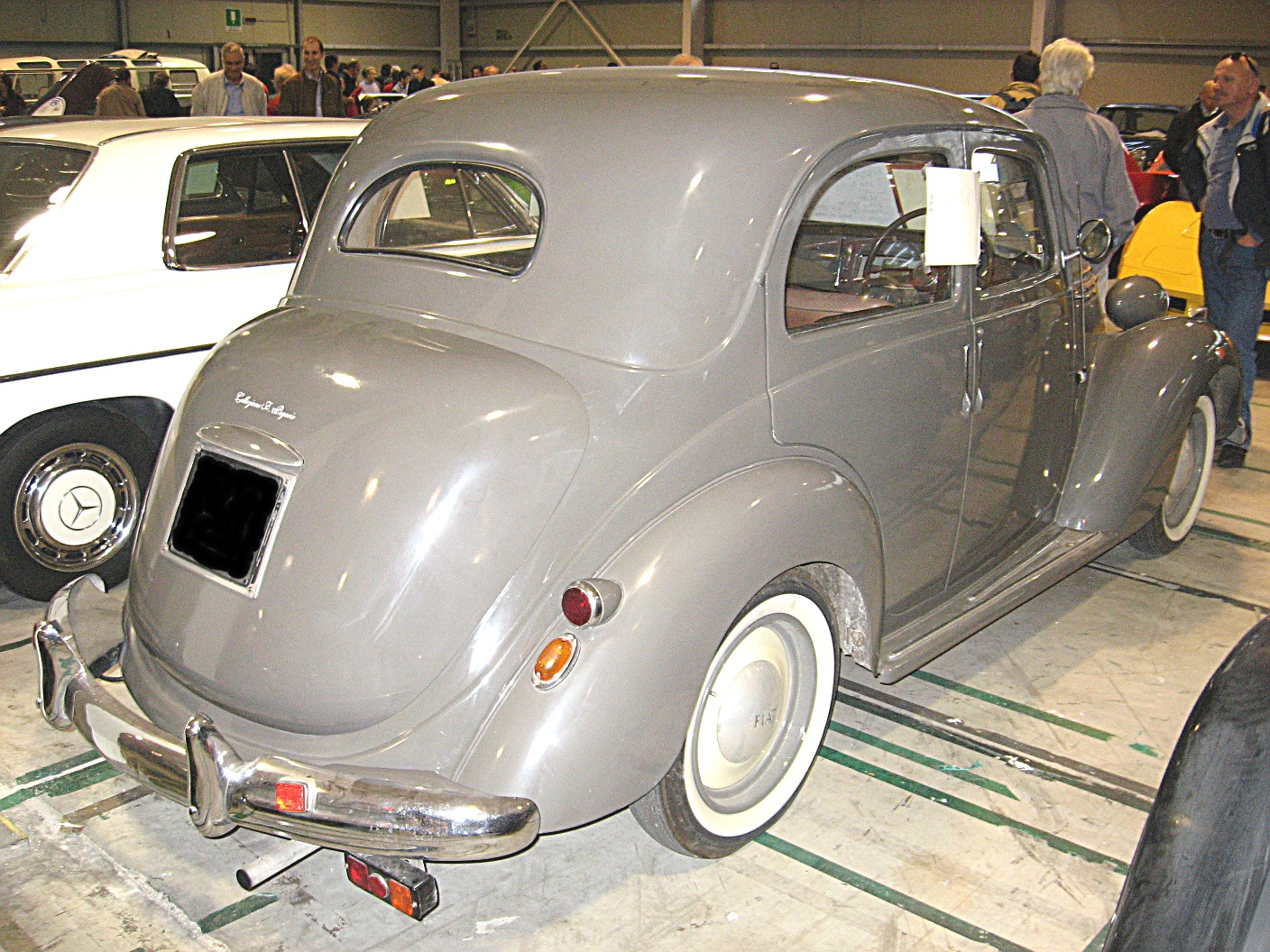
Fiat 1100 E com o novo porta-malas externo
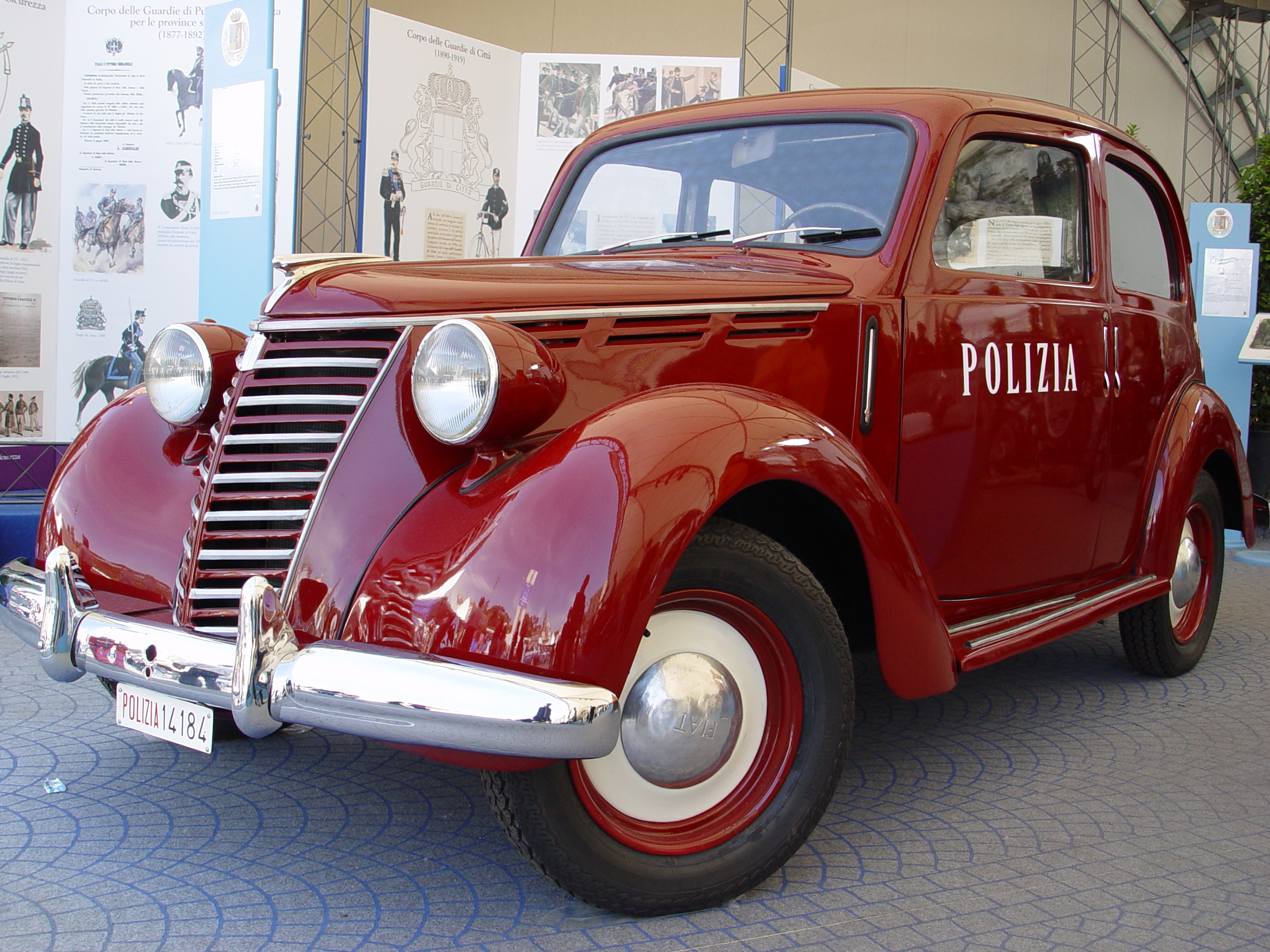
A parte frontal do 1100 E permaneceu praticamente inalterada desde o 1100 pré-guerra

## Derivados
A parceira francesa da Fiat, a Simca, também fabricou o 1100 de 1937 a 1951, como Simca 8. A partir de 1949, a Simca também usou um derivado de 1.221 cc do motor Fiat tipo 102C, uma variante não usada na Itália até o Fiat 1200 Granluce de 1957.

### 508 C Mille Miglia
O Fiat 508 C Mille Miglia era um carro esportivo berlineta de 2 portas e 2 lugares baseado no chassi e motor do 508 C, produzido em 1938 e 1939. Na corrida Mille Miglia de 1938, o estreante 508 C MM venceu sua classe, registrando uma velocidade média de 112 km/h e ficando em 16º lugar na classificação geral.
A nova carroceria do cupê tinha um formato peculiar, mas altamente aerodinâmico, caracterizado por uma linha de teto plana e alongada, uma traseira abruptamente cortada e alguns traços muito modernos, como uma linha de para-lama ininterrupta e laterais lisas — uma novidade em um Fiat. Como o modelo Mille Miglia foi desenvolvido principalmente para ajudar a promover o novo 508 C competindo em corridas de automóveis, o chassi teve que ser transportado do sedã e não pôde ser rebaixado ou alterado para reduzir a área frontal. Portanto, para aumentar a velocidade máxima do carro, o Ufficio tecnico veture da Fiat (departamento de engenharia e design de automóveis, liderado por Dante Giacosa) teve que otimizar o formato da carroceria para reduzir seu coeficiente de arrasto — mesmo ao custo de sacrificar o espaço interno e a visibilidade traseira. De acordo com Giacosa, a inspiração para a carroceria do cupê esportivo veio da observação de que, durante os testes, um protótipo de furgão baseado no 500 Topolino poderia atingir uma velocidade máxima maior do que o sedã no qual era baseado. O formato da carroceria foi então aperfeiçoado usando vários modelos em escala 1:5 e o túnel de vento do Politécnico de Turim.

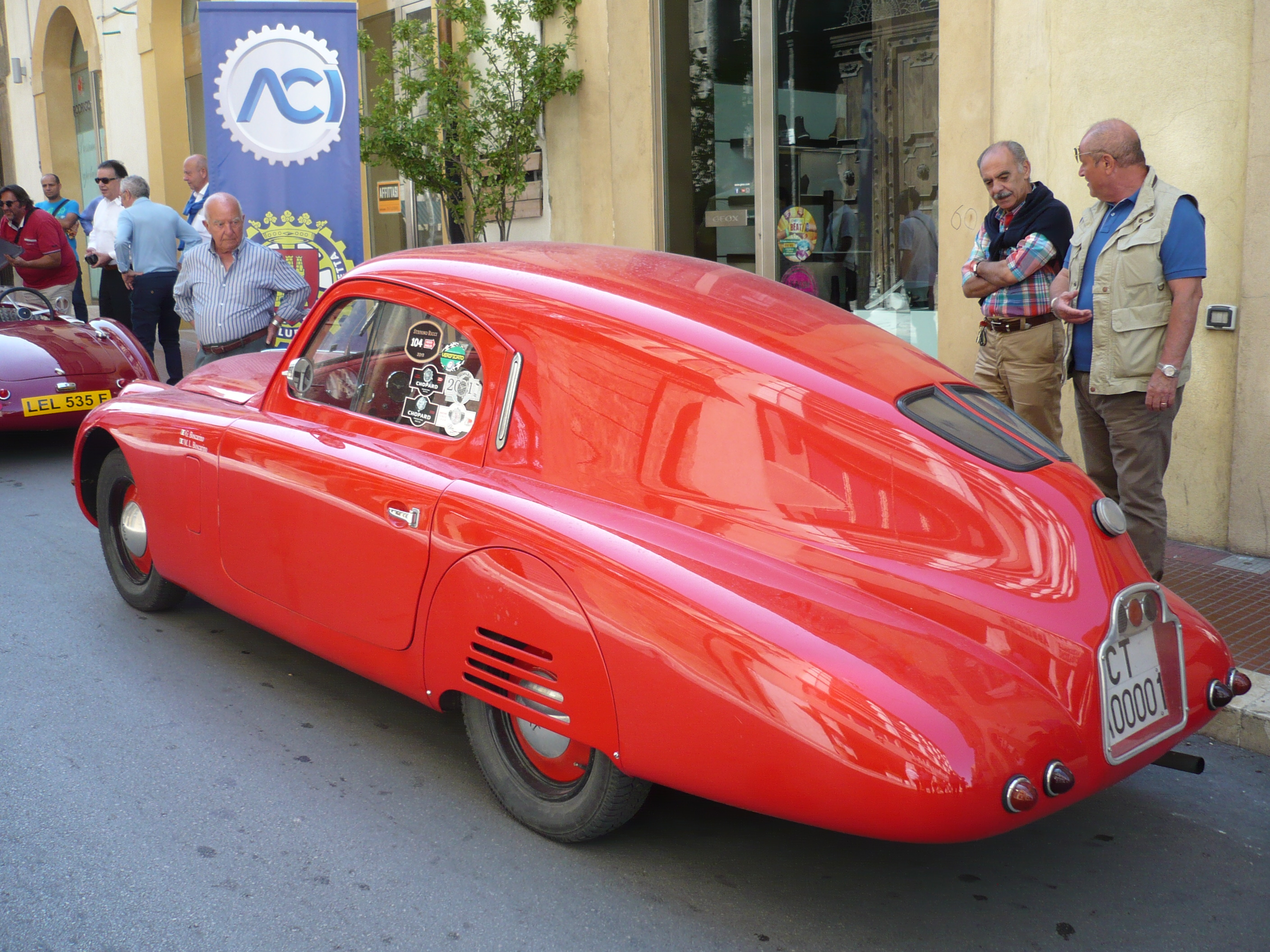
Vista traseira de um 508 C MM, versão de 1939

O motor de 1.089 cc tinha um carburador Zenith 32 VIMB maior, uma taxa de compressão de 7:1 e outras melhorias; agora codificado como 108 C M.M., ele produzia 42 PS (31 kW) a 4.400 rpm — acima dos 32 PS do 508 C padrão. Graças à carroceria aerodinâmica e leve e ao motor mais potente, a velocidade máxima era de 140 km/h, notável para um carro de 1,1 litro daquele tamanho e peso.
Para 1939, o formato da carroceria foi mais desenvolvido, mudando a parte frontal (agora com uma grade trilobada em vez de em forma de lareira) e exagerando o formato de lágrima da traseira.